# Sury-en-Vaux
Sury-en-Vaux ist eine französische Gemeinde mit 685 Einwohnern (Stand: 1. Januar 2022) im Département Cher in der Region Centre-Val de Loire. Sie gehört zum Arrondissement  Bourges und zum Kanton  Sancerre.

## Lage
Sury-en-Vaux liegt etwa 49 Kilometer nordöstlich von Bourges. Umgeben wird Sury-en-Vaux von den Nachbargemeinden Sainte-Gemme-en-Sancerrois im Norden, Bannay im Osten und Nordosten, Saint-Satur im Südosten, Verdigny im Süden, Menetou-Râtel im Westen und Südwesten sowie Subligny im Westen und Nordwesten.

## Bevölkerungsentwicklung
| Jahr                       | 1962 | 1968 | 1975 | 1982 | 1990 | 1999 | 2006 | 2017 |
| Einwohner                  | 755  | 714  | 665  | 673  | 686  | 721  | 721  | 703  |
| Quellen: Cassini und INSEE |      |      |      |      |      |      |      |      |

## Sehenswürdigkeiten

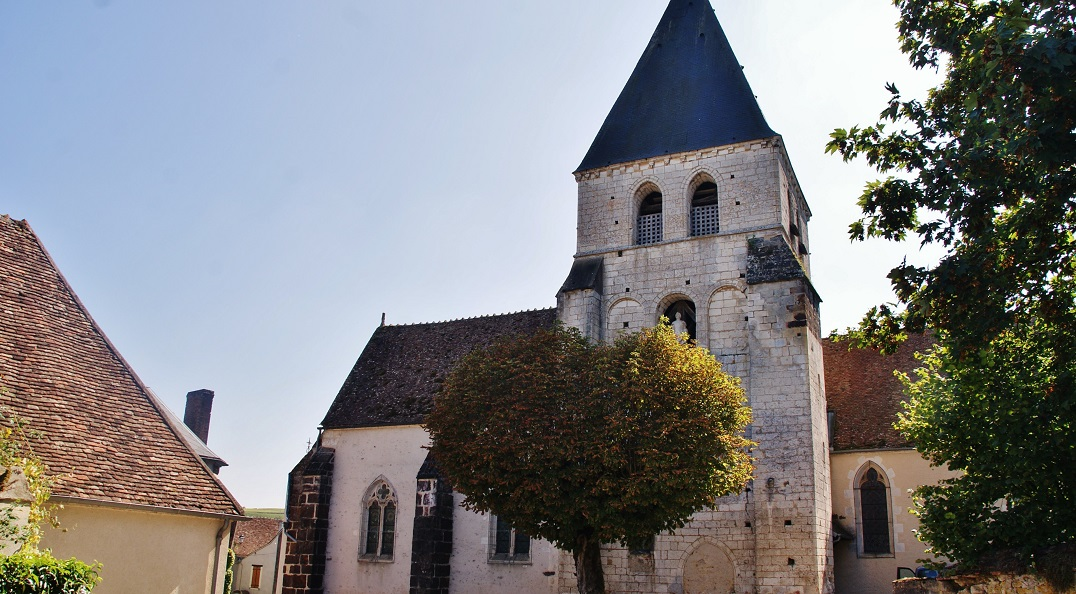
Kirche Saint-Étienne

- Kirche Saint-Étienne